# Medalla de la Unión Europea Occidental
La Medalla de Servicio de la Unión Europea Occidental, comúnmente denominada Medalla de la Unión Europea Occidental, fue una condecoración militar internacional que se ha concedido como reconocimiento a aquellas personas, tanto militares como civiles, que hayan participado o prestado apoyo a las operaciones desarrolladas bajo la bandera de la Unión Europea Occidental (UEO). Fue creada en una reunión del consejo de la organización mencionada celebrada el 20 de diciembre de 1994.
La Unión Europea Occidental ha sido una organización de defensa y seguridad del ámbito europeo formada por los Estados miembros de la Unión Europea y los miembros europeos de la Organización del Tratado del Atlántico Norte (OTAN). En 2010 anunció que se había previsto su disolución para el mes de junio de 2011 tras la entrada en vigor del Tratado de Lisboa y el desarrollo de la política de defensa en la Unión Europea, que continuaría con su labor.
El secretario general de la UEO fue el encargado de: 
- Determinar la misión o teatro de operaciones por la que se otorgaba la medalla.
- El periodo mínimo que debía acreditarse para poder obtener esta condecoración, salvo en los casos en que ésta fuese concedida a título póstumo por haberse producido el fallecimiento de éste durante el servicio.

## Descripción de la insignia
La insignia de la Medalla de la Unión Europea Occidental ha tenido un único diseño, común a todas sus modalidades, de forma circular y realizada en plata. En su anverso liso, cerca del borde, pueden observarse las tres cuartas partes de un círculo compuesto por diez estrellas de cinco puntas, roto en la parte superior, con las letras blancas WEU horizontales y las letras UEO verticalmente, cruzándose ambos acrónimos en el centro, siendo el centro de intercambio la letra E. UEO es el acrónimo en francés, español y portugués de Unión Europea Occidental, mientras que WEU es el acrónimo para el idioma inglés. Este conjunto descrito ha sido el emblema de la UEO y motivo central de su bandera.
En el reverso aparece escrito el lema Pro Pace Unum, que en latín significa "Unidos por la Paz". Las palabras de esta inscripción se encontraban situadas en la parte central de la medalla y distribuidas en tres líneas, reservadas a cada palabra. La insignia se porta suspendida de una cinta de color azul, que ha sido el color de la UEO, con una franja central de color amarillo. No se establecieron unas dimensiones y pasador de la cinta fijos, para que de esta forma pueda ajustarse a los usos de cada país. Cada operación se encuentra identificada con unas placas plateadas, a modo de pasadores o barras de medalla, en la que figura grabado su nombre. La placa con el nombre de la operación y los colores de propia cinta se incluían en el pasador de esta medalla que sustituye a las propias medallas. Junto con la principal, también se entregaban otras insignias idénticas a las descritas pero con un tamaño menor para que pudieran utilizarse en la solapa como miniaturas.